# Lutețian
Lutețian este, în scala de timp geologică, o etapă sau vârstă în Eocen. Se întinde pe perioada dintre Format:Ma Format:Ma. Lutețianul este precedat de Ypresian și este urmat de Bartonian. Împreună cu Bartonianul este uneori denumită Subepoca Eocenului Mijlociu.

## Definiție stratigrafică
Lutețianul a fost numit după Lutetia, numele latin pentru orașul Paris. Etapa lutețiană a fost introdusă în literatura științifică de către geologul francez Albert de Lapparent în 1883 and revised by A. Blondeau in 1981.
Baza stadiului Lutețian se află la prima apariție a nanofosilului Blackites inflatus, conform unui profil de referință oficial (GSSP) stabilit în 2011. Dintre doi candidați localizați în Spania, a fost aleasă secția Gorrondatxe.
Vârful Lutețianului (baza Bartonianului) se află la prima apariție a speciei calcaroase de nanoplancton Reticulofenestra reticulata.
Lutețianul se suprapune cu Geiseltalian și robiacianul inferior European Land Mammal Mega Zones (Etapa Lutețiană se întinde pe zonele Paleogene ale mamiferelor 11 până la 15.), Bridgerian superior și Uintan Epoca Mamiferelor Terestre din America de Nord, Arshantan superior și Irdinmanhan Epoca Mamiferelor Terestre asiatice și Mustersan și Divisaderan inferioară Epoca Mamiferelor Terestre din America de Sud. Este, de asemenea, coeval cu stadiul regional Johannian mijlociu din Australia și cu etapele regionale Ulatisian superioare și Nanzian inferior din California.